# Kazuma Inoue
Kazuma Inoue (japanisch 井上 和馬 Inoue Kazuma; * 9. Januar 1990 in der Präfektur Kanagawa) ist ein ehemaliger japanischer Fußballspieler.

## Karriere
Inoue erlernte das Fußballspielen in der Schulmannschaft der Zuyo High School und der Universitätsmannschaft der Tokai-Universität. Seinen ersten Vertrag unterschrieb er 2012 bei YSCC Yokohama. Der Verein spielte in der dritthöchsten Liga des Landes, der Japan Football League. Am Ende der Saison 2013 stieg der Verein in die J3 League auf. Für den Verein absolvierte er 98 Ligaspiele. Ende 2015 beendete er seine Karriere als Fußballspieler.